# Brachinus adustipennis
Brachinus adustipennis (лат.) — вид жуков-бомбардиров из семейства Carabidae. Они встречаются в Центральной и Северной Америке и на островах в Карибском море.

## Распространение
Встречается на большом пространстве Северной Америки от юго-восточной части штата Нью-Йорк до южной Небраски (Franklin County), на север доходит до юго-западной части штата Висконсин и Мичигана. Южная граница ареала простирается до Панамы, южной части штата Флорида и до Калифорнийского залива. Также найдены в Мексике и Коста-Рике, на острова Куба.

## Описание
Жужелицы среднего размера, длина тела от 6 до 10,2 мм. Вид был впервые описан в 1969 году американским энтомологом Терри Ли Эрвином (Национальный музей естественной истории, Смитсоновский институт, Вашингтон, США) по голотипу самца, найденному во Флориде (с этикеткой, на которой было указано «Myakka River, Myakka River State Park, Sarasota County, Florida»).